# Kap Grönland
Kap Grönland [sic!] ist das Nordkap der Anvers-Insel im Palmer-Archipel vor der Westküste der Antarktischen Halbinsel.
Teilnehmer der vom deutschen Polarforscher Eduard Dallmann geleiteten Antarktisexpedition (1873–1874) entdeckten das Kap. Dallmann benannte es nach dem Schiff der Forschungsreise, dem Auxiliarsegler Groenland. Es wurde später bei der Vierten Französischen Antarktisexpedition (1903–1905) unter der Leitung des Polarforschers Jean-Baptiste Charcot kartiert.